# متابعة مخالطي المرضى

متابعة مخالطي المرضى  تعد في الصحة العامة عملية تحديد الأشخاص الذي يحتمل أنهم تواصلوا مع أشخاص مصابين بمرض معين ثم تجميع مزيد من المعلومات عن هؤلاء الأشخاص. تهدف الصحة العامة إلى تقليل العدوى عن طريق متابعة مرافقي المرضى وفحصهم للتأكد من خلوهم من العدوى ومعالجة المصابين منهم ثم متابعة مرافقيهم بعد ذلك. ومن الأمراض الشائع فيها متابعة مخالطي المصابين بها السل والأمراض التي يمكن الوقاية منها باللقاحات مثل الحصبة والأمراض التي تنتقل عن طريق ممارسة الجنس مثل فيروس نقص المناعة الأمراض التي تنتقل بالدم وبعض الالتهابات البكتيرية الخطيرة الإضافة إلى الأمراض الجديدة مثل فيروس سارس.  
أهداف متابعة مخالطي المرض :
- منع انتقال العدوى المستمر وتقليل انتشارها
- التنبيه على احتمالية الإصابة بالعدوى وتوفيرالرعاية والمشورة الوقائية
- توفير تشخيص وعلاج للأشخاص المصابين بالفعل
- منع عودة المرض للمريض الأصلي في حالة قد تم شفاؤه
- دراسة الوباء عند شعب معين

الصحة العامة تعتبر  متابعة مخالطي المرضى  دعمًا للتحكم في الأمراض المعدية منذ عقود. فعلى سبيل المثال تم القضاء على الجدري عن طريق متابعة مخالطي المرضى متابعة شاملة لإيجاد جميع المرضى وليس عن طريق التحصين الشامل. وتلا ذلك عزل المرضى  وتطعيم المحيطين بهم المعرضين لخطر الإصابة بالمرض.
في حالة الأمراض التي قد تكون معدية يستخدم متابعة مخالطي المرضى لمعرفة خصائص المرض ومنها ما إذا كان معديًا أم لا، إلا أنها ليست دائمًا الوسيلة الأكفأ مع الأمراض المعدية.
ومن ضمن أدوار متابعة مخالطي المرضى التواصل مع الشريك الجنسي للمرضى ومتابعة احتياجاتهم الصحية.

## خطوات متابعة مخالطي المرضى
تتضمن متابعة مخالطي المرضى بشكل عام الخطوات التالية
- يصنف شخص على إصابته بأحد الأمراض المعدية (يعرف غالبًا باسم الحالة الدالة). قد تبلغ هذه الحالة للصحة العامة أو تعالج عن طريق مقدم الرعاية الصحية الأولية.
- تجرى مقابلة شخصية مع الحالة الدالة لمعرفة المزيد عن تحركاته والأشخاص الذين تواصل معهم عن قرب أو من قاموا معه بالجنس.
- قد تجرى مقابلات شخصية مع العائلة ومقدمي الرعاية الصحية أو أي شخص آخر لديه علم بمن يحتك بهم المريض على حسب المرض وسياق الإصابة.
- بمجرد تحديد هؤلاء الأشخاص يتواصل معهم  عاملين بالصحة العامة لتقديم المشورة و/ أو التنظير الشعاعي و/ أو إجراءات الوقاية  و/ أو العلاج.
- قد يعزل هؤلاء الأشخاص (على سبيل المثال ضرورة بقاءهم في المنزل)  أو يتم إبعادهم عن أماكن معينة (يمنعوا من الوجود في أماكن معينة مثل المدرسة) إذا كان هذا ضروريًا للتحكم في المرض.
- إذا لم تتوفر إمكانية التعرف على هؤلاء الأشخاص بصورة فردية (مثل أفراد من العامة كانوا موجودين في نفس المكان) فقد يتم التعامل بصورة  أوسع مثل التحذيرات العامة .

وقد تكون متابعة مخالطي المرضى أفضل إذا قام المرضى أنفسهم بتقديم المعلومات والدواء والإحالة لمن يتواصلون معهم. وقد أثبتت الأدلة أن المشاركة المباشرة في الصحة العامة هو الأكثر فعالية.

## الأشخاص ذوو الصلة
يختلف نوع الأشخاص ذوو الصلة حسب المرض باختلاف طريقة العدوى. ففي حالة الأمراض التي تنتقل جنسيًا يصبح الشريك الجنسي والأطفال من ذوي الصلة. أما في حالة الأمراض التي تنتقل بالدم فيشمل الأمر من نقل إليهم الدم ومن استخدموا نفس الإبرة وكل من تعرض لدم الحالة الدالة. أما في حالة مرض السل الرئوي فيشمل من يعيشون مع الحالة الدالة في نفس البيت أو يقضون معه وقت كبير في الغرفة نفسها.

### الاستخدام في الأمراض الجديدة والمتفشية
على الرغم من أن الاستخدم الأكثر شيوعًا  لمتابعة مخالطي المرضى هو التحكم في الأمراض المتوطنة، إلا أنه أيضًا وسيلة مهمة في بحث الأمراض الجديدة أو المتفشية. فعلى سبيل المثال كما كان الحال مع فيروس سارس يمكن استخدام متابعة مخالطي المرضى لتحديد ما إذا كان المصابون المحتملون لديهم علاقة بالحالات المتحقق من إصابتها بالمرض، ولتحديد ما إذا كان هناك انتقال ثانوي في مجتمع معين.
وقد بدأت أيضًا متابعة مخالطي المرضى بين المسافرين جوًا في مرحلة احتواء الأوبئة الكبيرة مثل انفلونزا الخنازير H1N1  في 2009. إلا أنه لا يزال هناك الكثير من التحديات لتحقيق أهداف متابعة مخالطي المرضى بسبب أحداث الفوضى الكثيرة. ومازال العمل على تطوير المبادئ التوجيهية والاستراتيجيات مستمرًا.

## القضايا الأخلاقية والقانونية

### الخصوصية وواجب التحذير
قد تثير متابعة مخالطي المرضى قضايا تتعلق بالخصوصية والسرية. متابعو مخالطي المرضى لديهم  دائمًا متطلبات قانونية للعمل على احتواء مرض معد في نطاق واسع وواجب أخلاقي لتحذير الناس. وفي نفس الوقت من حق المرضى السرية الطبية. وعادة ما تكشف فرق الصحة العامة  عن الحد الأدنى المطلوب من المعلومات. فعلى سبيل المثال يتم إخبار الناس أنهم معرضين لخطر الإصابة بمرض معين دون أن يعرفوا من مصدر الخطر.

### السرية وخطر إلحاق العار
عبر بعض النشطاء ومقدمو الرعاية الصحية عن قلقهم من أن متابعة مخالطي المرضى قد يمنع الناس من طلب العلاج خوفًا من خسارة خصوصيتهم أو إلحاق العار بهم  أو تعرضهم للتمييز أو الإساءة. وكان هذا جزءًا من مخاوف معينة متعلقة بمرض نقص المناعة. وأعلن مسئولون بالصحة العامة أن أهداف متابعة مخالطي المرضى  يجب أن تكون متوازنة مع الحفاظ على ثقة الأشخاص المعرضين للخطر والحساسية تجاه المواقف الفردية.